# Jamides walkeri
Jamides walkeri är en fjärilsart som beskrevs av Druce 1892. Jamides walkeri ingår i släktet Jamides och familjen juvelvingar. Inga underarter finns listade i Catalogue of Life.